# Les Mars
Les Mars ist eine Gemeinde in Frankreich. Sie gehört zur Region Nouvelle-Aquitaine, zum Département Creuse, zum Arrondissement Aubusson und zum Kanton Auzances. Sie grenzt im Norden an Auzances, im Osten an Dontreix, im Süden an Chard und Châtelard, im Nordwesten an Brousse und im Westen an Le Compas.

## Bevölkerungsentwicklung
| Jahr      | 1962 | 1968 | 1975 | 1982 | 1990 | 1999 | 2008 | 2018 |
| --------- | ---- | ---- | ---- | ---- | ---- | ---- | ---- | ---- |
| Einwohner | 378  | 372  | 344  | 295  | 274  | 219  | 207  | 191  |

## Sehenswürdigkeiten
- Kirche Saint-Médard, aus dem 14. und 15. Jahrhundert

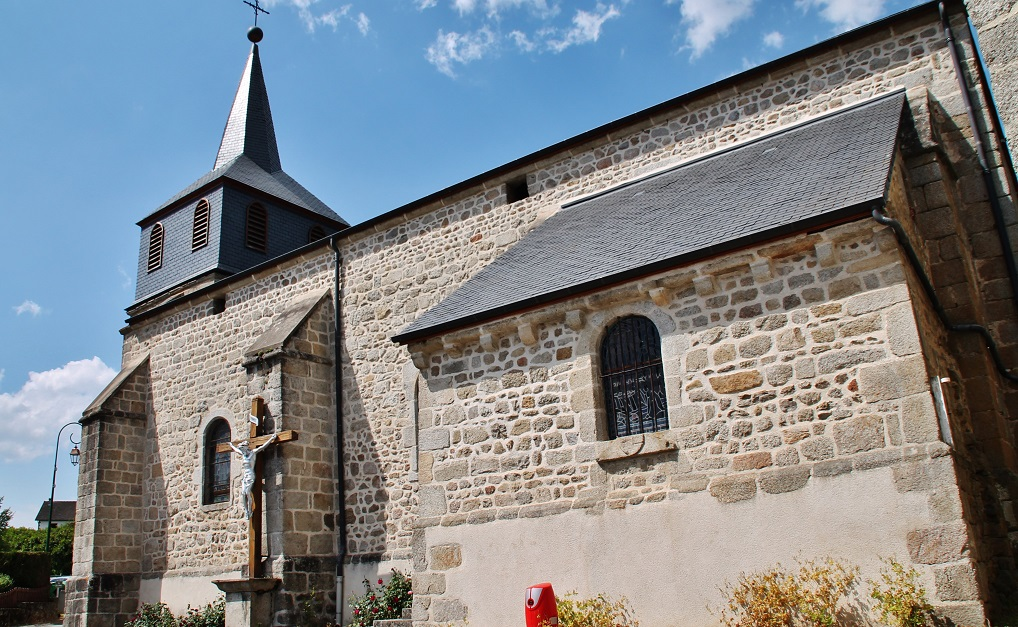
Kirche Saint-Médard